# 馬魯佩市鎮
馬魯佩市鎮是拉脫維亞的市镇，位於該國東部，行政中心为马鲁佩。市镇面積为347.3平方公里，人口数量为32,824人（2021年）。
馬魯佩市镇设立于2009年。2021年7月1日，巴比泰市鎮合并至馬魯佩市镇。
里加国际机场位於此市镇内。